# 一锗化钴
一锗化钴是一种金属间化合物，化学式为CoGe。立方晶系的CoGe（空间群P213）可由钴和锗粉在4 GPa及800–1000 °C反应得到。四羰基(三乙基锗基)钴（(Et3Ge)Co(CO)4）在400 °C热分解，也会生成CoGe，另一产物是CoGe2。立方CoGe是介稳的，它在600 °C常压加热，会转化为单斜晶系的晶体。立方CoGe具有反铁磁性，转变温度Tc为132 K。